# Neu Wiednitz
Neu Wiednitz gehört zum Ortsteil Wiednitz, welcher zur Stadt Bernsdorf zählt und im Nordwesten des Landkreises Bautzen im Freistaat Sachsen liegt.

## Geographie

### Lage
Neu Wiednitz befindet sich westlich von Bernsdorf hinter der Bahnstrecke Lübbenau–Kamenz. Die Siedlung liegt auf dem Wiednitzer Berg (151 m) und ist Teil des weitgehend ebenen und waldreichen Königsbrücker Heidelandes. Nordöstlich erstreckt sich das Waldgebiet „Große Wierschk“, auch „Großer Gipfel“ genannt, im Westen der Wald „Dubraue“. Nordwestlich von Neu Wiednitz liegen das Waldbad Bernsdorf mit einer Bungalowsiedlung sowie der Teich Knabe, der Blaue See, das Schwarze Loch, der Waldsee und Inselteich – sämtlich geflutete Restlöcher von Glassandgruben. Mit dem südlich gelegenen Waldhof bildet Neu Wiednitz ein geschlossenes Bebauungsgebiet.

### Nachbarorte
| Sella, Grünewald      | Wiednitz                                    | Bernsdorf               |
| Grüngräbchen, Cosel   | Kompassrose, die auf Nachbargemeinden zeigt | Bernsdorf               |
| Forstmühle, Großgrabe | Waldhof                                     | Grünberg, Straßgräbchen |

## Geschichte

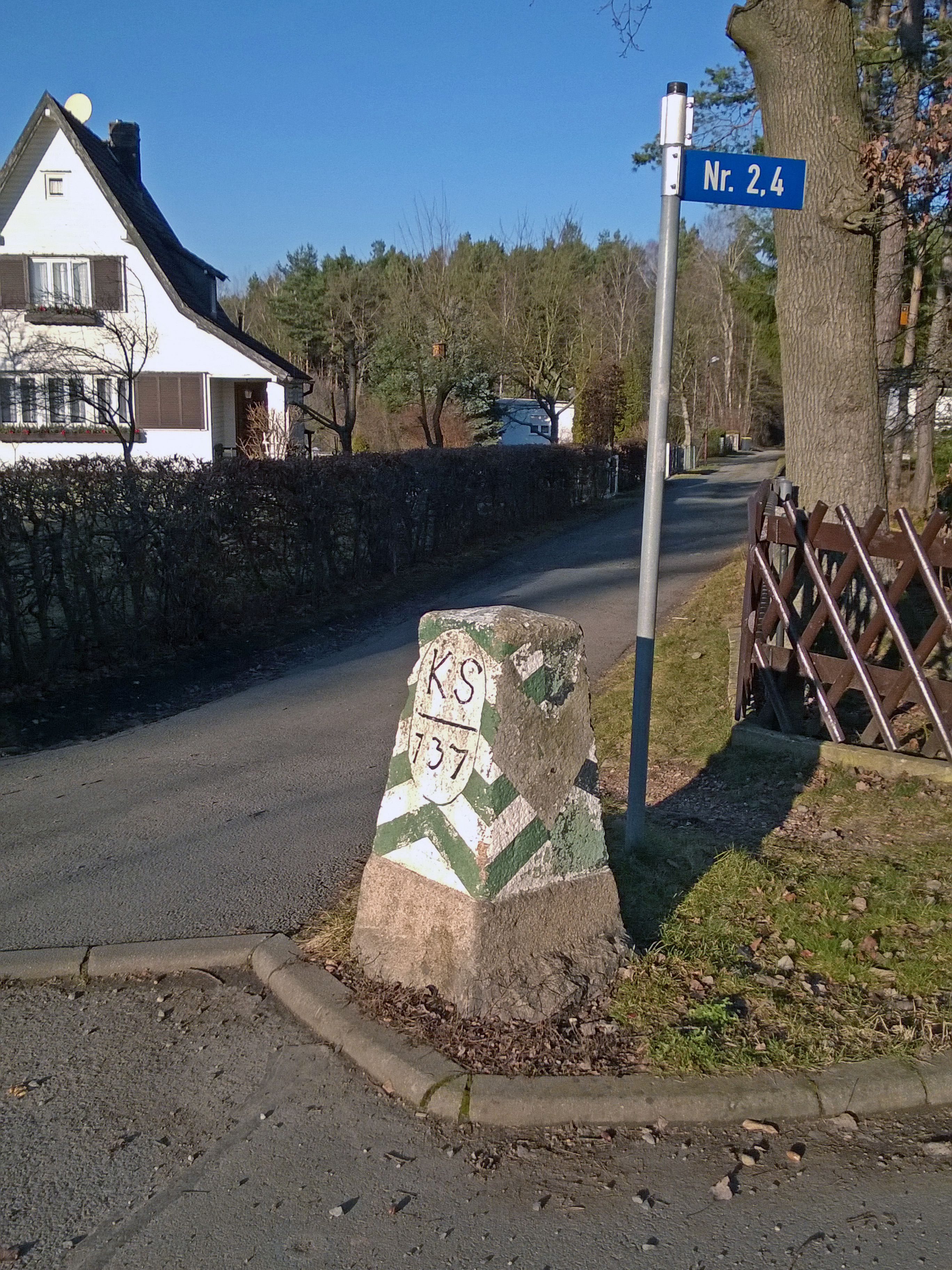
Sächsisch-preußischer Grenzstein Nr. 137

Infolge des Wiener Kongresses und der Teilung des Königreiches Sachsen wurde 1815 zwischen Wiednitz, Großgrabe und Bernsdorf die sächsisch-preußische Grenzlinie gezogen; Wiednitz und Bernsdorf wurden damit preußisch. Die entlang der Gemarkungsgrenze zwischen Wiednitz und Großgrabe durch die Dubraue verlaufende Poststraße von Ortrand nach Hoyerswerda (Coseler Straße) bildete die neue Staatsgrenze. Auf sächsischem Gebiet entstanden in dem Waldgebiet ab 1816 das Gasthaus „Waldhof“ und der „Anbau zum Waldhof“; diese lagen jedoch an der 400 m südlich verlaufenden Königsbrücker Poststraße, die Coseler Straße hatte damals bereits ihre Bedeutung verloren und war nur noch schwach frequentiert. 1874 wurde die von der Berlin-Görlitzer Eisenbahn-Gesellschaft errichtete Bahnstrecke Lübbenau–Kamenz vollendet, ihre Trasse verlief zwischen dem Wiednitzer Berg und Bernsdorf. Die Coseler Straße war zu dieser Zeit nur noch ein Fahrweg und wurde auf einer schmalen Brücke über die Eisenbahn nach Bernsdorf geführt. 1891 gründete die AG für Glasfabrikation, vormals Gebrüder Hoffmann mit der „Wanne I“ die vierte Bernsdorfer Glasfabrik; sie entstand unmittelbar nordöstlich von Waldhof gegenüber dem Zollhaus im preußischen Teil des Langen Holzes zwischen dem Wiednitzer Berg und der Eisenbahn.
Um die Jahrhundertwende entstanden an der Nordseite der Coseler Straße auf Wiednitzer Flur eine Ziegelei und eine Fabrik sowie einigen Wohnhäusern. In der Heide nordwestlich der Siedlung wurden mehrere Glassandtagebaue für den Bedarf der Bernsdorfer Glashütten angelegt. Die als Neu-Wiednitz bezeichnete Häusergruppe erfuhr in den 1920er und 1930er Jahren eine deutliche Erweiterung, neben Siedlungshäusern entstanden dabei auch einzelne Villenbauten. Eingepfarrt war die Siedlung nach Großgrabe. Die gefluteten Restlöcher der Glassandtagebaue in der Heide wurden seit den 1920er Jahren als Badeteiche genutzt. 1934 ließ die Schauspielerin Grethe Weiser südwestlich des Blauen Sees ein abgelegenes Sommerhaus errichten.
Verwaltungsmäßig gehörte Neu Wiednitz zum Landkreis Hoyerswerda. Im Jahre 1950 wurde Neu Wiednitz nach Bernsdorf umgemeindet.
Seit der Verwaltungsreform in der DDR im Jahre 1952 gehörte Neu Wiednitz zum Kreis Hoyerswerda und Bezirk Cottbus, von 1996 bis 2008 zum Landkreis Kamenz und seitdem zum Landkreis Bautzen. Zwischen 1995 und 2012 wurde das ehemalige Sommerhaus von Grethe Weiser als Gaststätte und Pension „Grethe-Weiser-Haus“ genutzt.

## Denkmale
- Villa Alte Coseler Straße 3, errichtet in den 1920er Jahren
- Wohnhaus Alte Coseler Straße 6, um 1930 errichtetes Fertigteilhaus aus Holz
- Preußisch-Sächsischer Grenzstein Pilar Nr. 137 sowie fünf Läufersteine, Alte Coseler Straße

## Tourismus
- Der Froschradweg führt von Wiednitz über die Waldbadsiedlung durch Neu Wiednitz und weiter auf einer Holzbrücke über die Eisenbahnstrecke zur Eisenwerkstraße nach Bernsdorf
- Waldbad Bernsdorf: Der 4,5 ha große See entstand in den 1920er Jahren aus einer ehemaligen Glassandgrube. Zum Areal gehören ein Campingplatz, Wanderhütten für Gruppen und eine Gaststätte.[4]
- Der Teich Knabe, der Blaue See, das Schwarze Loch, der Waldsee und der Inselteich dienen als Angelgewässer.

## Söhne und Töchter des Ortes
- Johannes Terne (* 1951), deutscher Schauspieler